# جیمز لنگستریت
 جیمز لنگستریت (انگلیسی: James Longstreet؛ ۸ ژانویهٔ ۱۸۲۱ – ۲ ژانویهٔ ۱۹۰۴) یک فرد نظامی اهل ایالات متحده آمریکا بود.